# Шмаков, Анатолий Иванович
Анато́лий Ива́нович Шма́ков (8 декабря 1921, Лая, Верхотурский уезд, Екатеринбургская губерния, РСФСР — 16 февраля 2012, Одесса) — советский лётчик штурмовой авиации во время Великой Отечественной войны, Герой Советского Союза (18.08.1945). Полковник. Военный лётчик 1-го класса (1961).

## Биография
Родился 8 декабря 1921 года в селе Лая Верхотурского уезда Екатеринбургской губернии (ныне — Горноуральский городской округ Свердловской области) в семье крестьянина. По национальности — русский.
С 1930 года жил в городе Нижний Тагил. Затем в связи с частыми сменами места работы отца, ставшего редакционным работниках в уральских газетах, жил и учился в Свердловске, Челябинске и городе Очер Пермской области. Окончил школу-семилетку в Очере, школу фабрично-заводского ученичества в Нижнем Тагиле. Работал электриком. С 1939 года учился в Нижнетагильском горно-металлургическом техникуме, одновременно занимался в местном аэроклубе.
В июле 1940 года по комсомольской путёвке был направлен в Красную Армию. Сначала был зачислен в Новосибирскую военную авиационную школу лётчиков, впоследствии оттуда переведён в Первое Чкаловское военное авиационное училище лётчиков им. К. Е. Ворошилова, которую окончил в 1941 году. Служил в запасных и учебных частях. Член ВКП(б)/КПСС с 1943 года.
Участник Великой Отечественной войны с июня 1944 года. Воевал на 1-м и 2-м Белорусских фронтах, прошёл боевой путь от Бобруйска до окрестностей Ростока. Участвовал в Белорусской, Восточно-Прусской, Восточно-Померанской и Берлинской наступательных операциях, поддерживал с воздуха советские части на вислинских и одерских плацдармах.
Старший лётчик 783-го штурмового авиационного полка 199-й штурмовой авиационной дивизии 4-го штурмового авиационного корпуса 4-й воздушной армии 2-го Белорусского фронта лейтенант Анатолий Шмаков к Победе совершил 94 боевых вылета на штурмовку наземных войск врага. Нанёс значительный урон врагу, уничтожив 4 танка, 76 автомашин, 7 полевых и зенитных батарей, 4 дзота, 1 мост, 1 переправу, 2 бензозаправщика, 1 паровоз, 15 железнодорожных вагонов, 60 конных повозок, до 250 солдат и офицеров врага. Сбил 1 самолёт противника. Сам был сбит один раз зенитным огнём, совершив вынужденную посадку «на брюхо» в расположении советских войск.
За образцовое выполнение боевых заданий командования на фронте борьбы с германским фашизмом и проявленные при этом отвагу и героизм, Указом Президиума Верховного Совета СССР от 18 августа 1945 года лейтенанту Шмакову Анатолию Ивановичу присвоено звание Героя Советского Союза с вручением ордена Ленина и медали «Золотая Звезда» (№ 8203).
После войны продолжал службу в ВВС СССР. Служил в Северной группе войск (Польша). В 1946 году направлен учиться в Военно-воздушную инженерную академию имени Н. Е. Жуковского, но через некоторое время переведён в Военно-воздушную академию, которую успешно окончил в 1953 году. С 1961 года служил в ВВС Одесского военного округа: старший штурман 135-й гвардейской авиационной дивизии, затем служил в 145-й и 119-й истребительных авиационных дивизиях. Освоил реактивные самолёты МиГ-15, МиГ-17, Су-7, вертолёт Ми-4. Был заместителем главного штурмана 48-й и 5-й воздушных армий. С 1969 года — начальник командного пункта управления полётами 5-й воздушной армии. С января 1978 года полковник А. И. Шмаков — в запасе.
Жил в Одессе. В 1978—1991 годах работал инженером-проектировщиком в Научно-исследовательском институте морского транспорта «ЧерноморНИИпроект».
Умер 16 февраля 2012 года. Похоронен в Одессе на II Христианском кладбище.
На здании Нижнетагильского горно-металлургического колледжа имени Е. А. и М. Е. Черепановых и на здании школы села Большая Лая установлены мемориальные доски в честь Героя.

## Награды
- Герой Советского Союза (18.08.1945)
- орден Ленина (18.08.1945)
- два ордена Красного Знамени (22.02.1945, 5.06.1945)
- два ордена Отечественной войны 1-й степени (6.04.1945, 11.03.1985);
- два ордена Красной Звезды (30.08.1944, …);
- орден «За службу Родине в Вооружённых Силах СССР» III степени (30.04.1975);
- знак отличия Президента Украины — юбилейная медаль «20 лет независимости Украины» (19.08.2011)[2];
- медаль «За боевые заслуги»
- медаль «За взятие Кенигсберга»
- медали СССР